# منطقه حفاظت‌شده آلموبلاغ
منطقهٔ حفاظت‌شدهٔ آلموبلاغ یک منطقهٔ حفاظت‌شده با مساحت ۹۶۷۱ هکتار است که در استان همدان در ایران قرار دارد. این منطقهٔ حفاظت‌شده طبق مصوبهٔ شمارهٔ ۷۷۶ در تاریخ ۹۹/۱۱/۰۶ در فهرست مناطق تحت حفاظت سازمان محیط زیست ایران قرار گرفت.